# Masto
Pour les articles homonymes, voir Heuer.
Masto ou Masto Heuer (pseudonyme de Thomas Heuer), né à Paris en 1960, est un photographe professionnel français et un saxophoniste. Il joue notamment dans Bérurier Noir entre 1985 et 1989.

## Biographie
Il naît en 1960 à Paris dans une famille franco-allemande et quitte sa famille dès quinze ans. Il est le fils du peintre d'estampes et collectionneur Barlach Heuer, avec lequel il a exposé (Heuer père et fils), à la Galerie Michel Giraud en 2009. En 2010, ils exposent aussi avec son oncle Gottfried et son frère Stefan au Kunstverein d'Elmshorn..
Il est, dans les années 1980, le compagnon de la jeune styliste Chachnil, aujourd'hui Fifi Chachnil.
Il a trois enfants : Paola, Alix et Amata nées en 1987, 1988 et 2006.
Il s'est installé en Corse en 1995 et vit entre la Corse et Paris.

## Musique
Masto est l'ancien saxophoniste du groupe Lucrate Milk de 1981 à 1984, puis de Bérurier Noir de 1985 à 1989 et enfin des Washington Dead Cats. 
De 2003 à 2007, date de la dissolution de Bérurier Noir, il participe activement à l'organisation du label indépendant Folklore de la zone mondiale.
En 2013, avec Barbara (Barbirooza; Chant, basse, guitare, trompette…), Masto (Chant, guitare, sax, machines) fonde le duo musical "Der Pim Pam Poum".
Il propose également quelques interventions musicales en milieu scolaire ou pénitentiaire.
Le 17 juin 2021, Fanfan et Masto confient leurs archives à la BnF pour constituer un fond très fourni sur le groupe, à la demande de Benoît Cailmail, adjoint au directeur du département de la Musique de cette institution. Un ouvrage, dirigé par Cailmail, Luc Robène et Solveig Serre, et construit autour de ces archives parait en décembre 2023.
En mars 2022, un colloque autour de l'histoire de Bérurier noir et du punk français est organisé par le projet PIND à la BnF,. Une partie des archives est ensuite présentée lors d'une exposition intitulée « Même pas mort ! Archives de Bérurier Noir » qui se tient à la BnF du 27 février au 28 avril 2024. Le projet est porté par Fanxoa et Masto. Loran y est hostile.

## Théâtre
Il a participé à des spectacles au sein de troupes théâtrales, comme avec le Théâtre NéNéKa d'Ajaccio : les chansons du spectacle de 2007 Jean de la Chance auquel il participe comme compositeur et acteur donnant lieu au Cd Hans Im Glück, publié en 2007 chez LaDistroy. Avec la même troupe, il est musicien et acteur dans Baal (Bertolt Brecht, avec notamment Clotilde Hesme) en 2010; acteur dans La jeune fille, le diable et le moulin (Olivier Py), 2005.

## Photographie
Il a collaboré avec plusieurs magazines (L'Événement du Jeudi, Actuel, Nova Mag, Jardins de France, Fora ! (revue)...) et participé à la réalisation de livres d'art, de missions d'inventaire du patrimoine. 
Pour son œuvre personnelle, il photographie la nature et les arbres.

### Livres
- Tomas Heuer, Racines célestes / Radiche Suprane, Les éditions Alain Piazzola, 88 pages, 23 cm x 23 cm, juin 2001.  (ISBN 2-907 161-62-8)
- Tomas Heuer, texte et photographies in Corse Industrielle, 1830-1960 - Mémoire révélée, matière transformée, Musée de la Corse, 2005.  (ISBN 2-914813-20-1)
- Barlach Heuer, Laurence Serre, Jean-Pierre Serre, Schneider Les Enfants d'une Œuvre, photographies Tomas Heuer, Editions Choses et Autres Choses, 200 p., 2012.  (ISBN 978-2-7466-4320-8)